# برناديت غيير
برناديت غيير (بالإنجليزية: Bernadette Geyer)‏ هي كاتِبة وشاعرة أمريكية، ولدت في 16 يونيو 1968.